# Zaour Rzayev
 (décembre 2023).
Zaur Rzayev (en azéri: Zaur Əlihüseyn oğlu Rzayev; né le 28 janvier 1952 à Karrar, district de Kurdamir) est un musicien azerbaïdjanais, chef de l'ensemble de chant et de danse des forces armées d'Azerbaïdjan, Artiste du peuple de la République d'Azerbaïdjan (2003). Artiste du peuple du Daghestan (2008).

## Vie et activité
Zaur Rzaev est né le 28 janvier 1952 dans le village de Karrar, district de Kurdamir, dans la famille du cheminot Aliguseyna Rzaev. Très jeune, lui et sa famille ont déménagé à Adzhikabul, où il a commencé ses études au 5e lycée. Après avoir obtenu son diplôme de 8e année, il a poursuivi ses études à Bakou, d'abord au Collège des bibliothèques scientifiques, puis au Collège de musique Asaf Zeynalla du Conservatoire national d'Azerbaïdjan. Bientôt, il devint le soliste de l'ensemble d'instruments folkloriques, qui se produisit au Théâtre philharmonique national d'Azerbaïdjan du nom de Muslim Magomayev (compositeur).
En 1976, Zaur Rzaev commence son service militaire dans la Maison des officiers de Bakou et en devient immédiatement le soliste, puis le directeur artistique de l'Ensemble de chant et de danse. Par la suite, il s'est produit comme soliste au Théâtre musical d'État d'Azerbaïdjan, poursuivant ses études au département de chant du Conservatoire d'État d'Azerbaïdjan en 1980. Il travaille au Théâtre de Rachid Behboudov. En 1994, il devient chef de l'ensemble de chant et de danse des forces armées d'Azerbaïdjan.

## Prix
- Artiste émérite d'Azerbaïdjan en 1998
- Artiste émérite de la République du Daghestan en 2000
- Artiste du peuple d'Azerbaïdjan le 25 juin 2003
- Artiste du peuple du Daghestan 22 avril 2008